# Ferdinando Petruccelli della Gattina

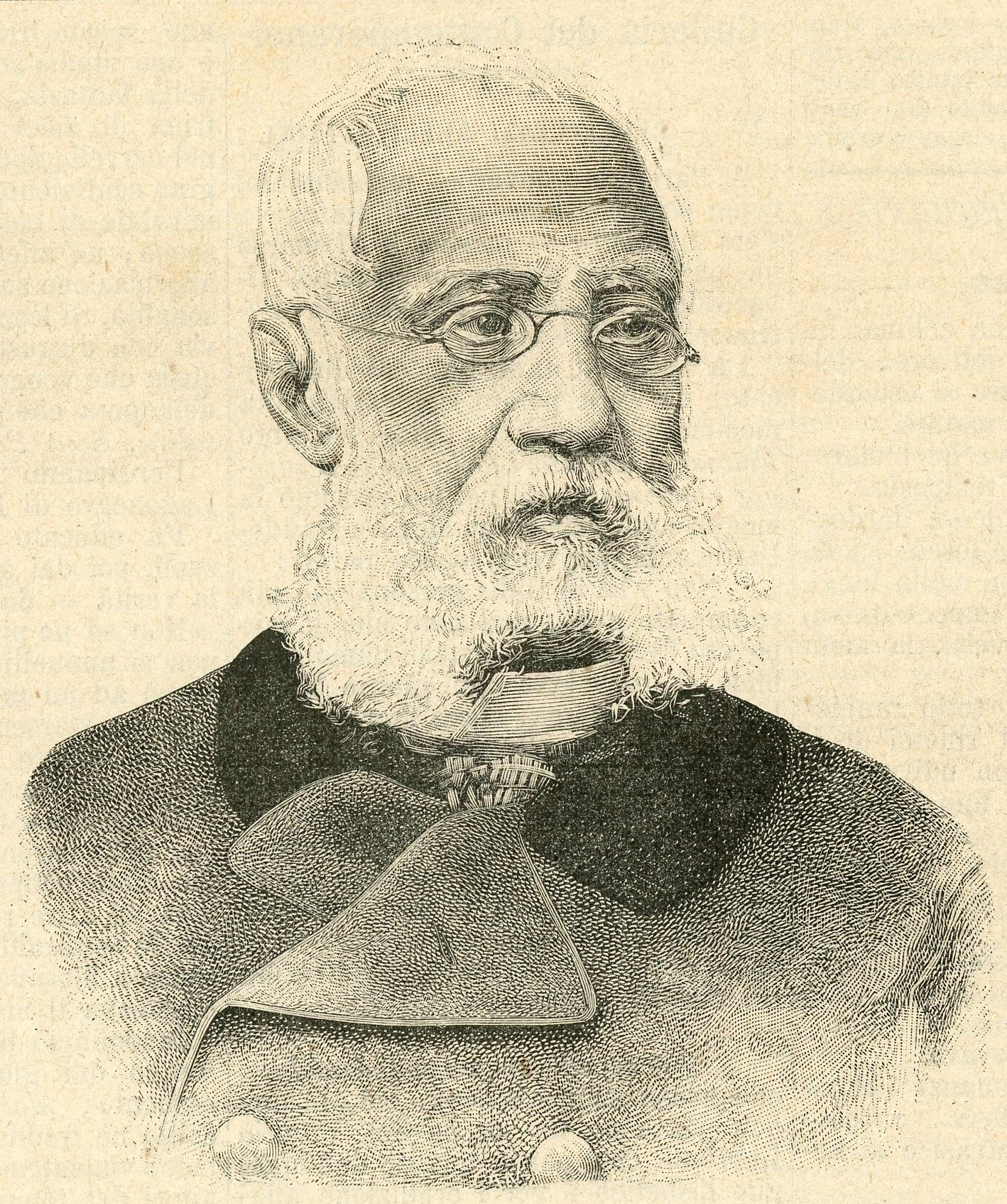
Ferdinando Petruccelli della Gattina

Ferdinando Petruccelli della Gattina (* 28. August 1815 in Moliterno, Basilikata; † 29. März 1890 in Paris) war ein italienischer Journalist, Schriftsteller und Politiker.
Er schrieb Beiträge für viele italienische und ausländische Zeitungen und war einer der größten Kriegsberichterstatter in Europa des 19. Jahrhunderts. Er war auch Autor von zahlreichen Romanen. Sein einziges auf Deutsch übersetztes Werk ist Die Memoiren des Judas.

## Leben

### Frühe Jahre
Er wurde als Ferdinando Petruccelli in einer Kleinstadt der Basilikata geboren, die damals zum Königreich Neapel gehörte. Den Zusatz della Gattina (ein Hof in seinem Besitz) fügte er später hinzu, um sich der Verfolgung durch die bourbonische Polizei zu entziehen. Sein Vater war ein Mitglied der Carbonari, seine Mutter eine Adlige aus Marsicovetere.
Schon als Kind entwickelte er einen starken Antiklerikalismus, nachdem er als Vierjähriger der Obhut seiner fanatisch religiösen Großmutter anvertraut wurde, die ihn mit liebloser Härte behandelte. Unter der Aufsicht des Erzpriesters von Castelsaraceno, der er als Jugendlicher von seinem Onkel, dem Arzt von Joachim Murat und Gründer der ersten Freimaurerlogen in der Basilikata, übergeben wurde, und im Jesuitenseminar von Pozzuoli, dessen Leiter für seine brutalen Methoden bekannt war, erlebte er weitere erschütternde Erfahrungen. Nachdem er schriftlich darum gebeten hatte, vom Bischof aus dem Seminar befreit zu werden, sperrte ihn der Leiter in eine Einzelzelle, bevor er ihn von der Schule jagte.

### Beginn der Journalistenkarriere und Exil
An der Universität Neapel erlangte Petruccelli ein Diplom als Arzt. Er fühlte sich aber zum Journalismus hingezogen und begann 1838 für die neapolitanische Zeitung Omnibus zu schreiben. Als Korrespondent von zwei weiteren Zeitungen begab er sich 1840 nach Frankreich und Deutschland. 1846 wurde er aufgrund seiner Mitgliedschaft in Giovine Italia verhaftet und zur Überwachung in seinen Geburtsort geschickt.
1848 kehrte er nach Neapel zurück, wurde Mitglied des dortigen Parlaments und gründete eine Zeitung, welche die regierenden Bourbonen der Misswirtschaft anklagte und deswegen gerichtlich verboten wurde. Nach dem erfolglosen Aufstand in Neapel im Zusammenhang mit den Revolutionen 1848/1849 lebte er etwa ein Jahr im Versteckten an verschiedenen Orten Süditaliens und musste dann nach Frankreich flüchten. Er wurde von der Regierung in Abwesenheit zum Tode verurteilt, und sein Besitz wurde eingezogen.
In Paris studierte er an der Sorbonne und dem Collège de France französische und englische Literatur und verfolgte dank der Unterstützung von Jules Simon und Daniele Manin eine brillante Karriere als Journalist. Er wurde Korrespondent von französischen und belgischen Zeitungen wie La Presse, Journal des débats, Revue de Paris, Le courrier français und Indépendance Belge. 1851 kämpfte er gemeinsam mit französischen Republikanern gegen Louis Napoléon Bonapartes Staatsstreich vom 2. Dezember 1851, wurde aber nach dem Scheitern des Widerstands aus Frankreich ausgewiesen. Er ließ sich in England nieder, wo er Giuseppe Mazzini, Louis Blanc, Lajos Kossuth und weiteren Flüchtlingen begegnete. Er schrieb für The Daily News von Charles Dickens und weitere Zeitungen wie The Daily Telegraph und Cornhill Magazine.

### Kriegsberichterstatter und Parlamentarier
1859 war er Korrespondent des Zweiten Italienischen Unabhängigkeitskrieges und folgte den Truppen von Napoleon III. 1860 folgte er Garibaldi beim Zug der Tausend von Kalabrien bis zu Garibaldis siegreichem Einzug in Neapel. Bei der Gründung des Königreichs Italien wurde er für mehrere Jahre sozialistischer Abgeordneter des italienischen Parlaments, zuerst von Brienza, dann von Teggiano. In seiner Zeit als Parlamentarier verlor er seinen bisherigen Enthusiasmus und wurde von den Entwicklungen im „neuen Italien“ sehr enttäuscht. In seinem polemischen Werk I moribondi di Palazzo Carignano („Die Sterbenden des Palazzo Carignano“) gibt er seiner Frustration angesichts der neuen Classe politique zum Ausdruck, die seiner Ansicht nach ihre Ideale verraten haben und sich vor allem durch Gier und Inkompetenz auszeichnen. Er schrieb weiterhin für italienische Zeitungen und Zeitschriften und war während des Dritten Italienischen Unabhängigkeitskrieges von 1866 Korrespondent für Journal des débats.

### Letzte Jahre
Im 1868 heirateten Ferdinando Petruccelli und die englische Schriftstellerin Maude Paley-Baronet, die er 1867 in London kennengelernt hatte. Im Deutsch-Französischen Krieg berichtete er 1870 über die Ereignisse auf den Pariser Barrikaden. Nach dem Fall der Pariser Kommune 1871 wurde er auf Anweisung von Adolphe Thiers aus Frankreich ausgewiesen, konnte aber später mit Hilfe von einflussreichen Freunden zurückkehren und verbrachte ab 1873 den Rest seines Lebens hauptsächlich in Paris. In dieser Zeit war er zwar durch eine Lähmung am Schreiben gehindert, konnte aber mit Hilfe seiner Frau seine Aktivitäten weiterführen.
Nach seinem Tod am Pariser Wohnsitz und der Einäscherung wollte der Stadtrat von Neapel seine Urne im Friedhof Poggioreale beisetzen lassen, der den neapolitanischen Berühmtheiten reserviert ist. Seine Witwe verweigerte dies, und die Asche des Verstorbenen wurde seinem Wunsch gemäß in London bestattet.

## Rezeption
Zu Lebzeiten erfuhr Petruccelli Ehrungen hauptsächlich im französischen und englischen Sprachraum. Seine Reportagen über die Schlacht bei Custozza wurden von Ernest Renan und Jules Claretie gelobt. Justin McCarthy (1830–1912), irischer Historiker und Mitglied des britischen Parlaments, bezeichnete ihn als „brillanten, wagemutigen, exzentrischen italienischen Journalisten“. Im heimatlichen Italien wurde er wegen seiner kirchenfeindlichen Haltung von Kirchenoberen zurückgewiesen und von Vittorio Imbriani und Benedetto Croce gleichfalls heftig kritisiert. Hingegen priesen ihn Autoren wie Salvatore Di Giacomo und Luigi Capuana, und Indro Montanelli bezeichnete ihn als den „brillantesten italienischen Journalisten des 19. Jahrhunderts“. Auch Luigi Russo schätzte seine journalistische Arbeit, wobei er seine Romane kritisch beurteilte.

## Werke (Auswahl)
- 1850: La rivoluzione di Napoli del 1848.
- 1859: Rome and the papacy.
- 1862: I moribondi del Palazzo Carignano. Fortunato Perelli, Mailand.
  - Faksimile: I moribondi del Palazzo Carignano. Verlag Kessinger Publishing, Whitefish (Montana) 2010,  ISBN 978-1-168-54625-8.
- 1864: Histoire diplomatique des conclaves. 4 Bände. A. Lacroix, Verboeckhoven et Cie., Brüssel.[1]
- 1866: Pie IX. Sa vie – son règne. L'homme, le prince, le pape. A. Lacroix, Verboeckhoven et Cie., Brüssel.
  - Faksimile: Pie IX. Sa vie – son règne. L'homme, le prince, le pape. Elibron Classics, 2006, ISBN 0-543-90944-1.
- 1867: Les Mémoires de Judas.
  - Deutsche Ausgabe: Die Memoiren des Judas.  Bearbeitung und Vorwort von S. Paoli. Mitwirkung Oskar C. Recht. Verlag O.C. Recht, München 1953
- 1869: Il consilio. E. Treves, Mailand.
- 1874: Il re prega.
  - Reprint: Il re prega. Verlag Tredition Classics, Hamburg 2012, ISBN 978-3-8491-2434-2.
- 1875: Il sorbetto della regina.
- 1878: I suicidi di Parigi.
  - Reprint: I suicidi di Parigi. Verlag Tredition Classics, Hamburg 2012, ISBN 978-3-8491-2275-1.
- 1880: Memorie del colpo di stato del 1851 a Parigi.